# Micaria gosiuta
Micaria gosiuta är en spindelart som beskrevs av Willis J. Gertsch 1942. Micaria gosiuta ingår i släktet Micaria och familjen plattbuksspindlar. Inga underarter finns listade i Catalogue of Life.